# Diego Costarelli
Diego Costarelli (Godoy Cruz, Mendoza, 14 de septiembre de 1977) es un politólogo y político argentino, desde 2023 es el intendente de Godoy Cruz. Fue senador y luego diputado provincial de la provincia de Mendoza. Su pertenencia ideológica corresponde a la Unión Cívica Radical. Es licenciado en Ciencia Política y Administración Pública, mágister en Política y Planificación Social; y especialista en Gestión y Políticas Metropolitanas de la Facultad Latinoamericana de Ciencias Sociales.

## Trayectoria en la función pública
En 2008 comenzó su carrera dentro de la municipalidad de Godoy Cruz, ya que hasta el 2010 fue Director de Secretaría privada en la intendencia de  Alfredo Cornejo. Asimismo, fue director de Relaciones con la Comunidad en 2010 y también  director de Medio Ambiente desde el 2011 hasta el 2015.
En el 2016-2017 participó en el Gobierno de Mendoza, como Coordinador de Gabinete del equipo de gestión de Alfredo Cornejo.
Costarelli, ha sido senador y diputado provincial. En las elecciones generales de 2017 se convirtió en senador provincial. En 2018, fue elegido presidente del Bloque Cambia Mendoza. Dicho cargo lo ejerció hasta 2021. En 2022 fue elegido diputado provincial y presidió el Interbloque Cambia Mendoza 
Luego de ganar la interna en las elecciones PASO, el 24 de septiembre de 2023, Diego Costarelli fue elegido por el 49,49% de los godoycruceños, para ejercer el cargo de intendente de Godoy Cruz por el periodo 2023-2027. Esta responsabilidad la asumió el 9 de diciembre del 2023.
Su gabinete de gestión está conformado por cinco secretarías:  Desarrollo Humano; Ambiente, Obras y Servicios Públicos; Gobierno y Participación Ciudadana; Legal y Técnica y Hacienda.